# 19872 Chendonghua
19872 Chendonghua è un asteroide della fascia principale. Scoperto nel 1960, presenta un'orbita caratterizzata da un semiasse maggiore pari a 2,3676559 UA e da un'eccentricità di 0,2094041, inclinata di 1,26721° rispetto all'eclittica.